# 遠軽地域
遠軽地域（えんがるちいき）は、北海道のオホーツク総合振興局管内における地域区分の一つである。

## 概要
紋別郡遠軽町、湧別町および行政・経済圏が重なる常呂郡佐呂間町の3町（合併前の遠軽町・生田原町・丸瀬布町・白滝村・湧別町・上湧別町・佐呂間町の7町村）を合わせた地域で、「遠軽地区」とも呼ばれる。
遠軽地域の自治体はかつての7町村時代に「遠軽地区町村会」を構成し、「遠軽地区消防組合」、「遠軽地区衛生事業組合」、「遠軽地区伝染病隔離病舎組合」の各一部事務組合を組織。現在も各事務組合を統合した複合一部事務組合「遠軽地区広域組合」を運営するなど結びつきが強い。
また湧別川流域の遠軽町と湧別町の両町域については「遠湧」（えんゆう）の呼称もあり、遠軽町内の旧遠軽町域を示す地域呼称との重複を避けるため、これを佐呂間町を含む遠軽地域の総称とする場合もある。
一方、遠軽地域を「東紋」と呼ぶ例がきわめてまれに見られるが、通常、行政機関や民間団体・企業でこの地域呼称を用いることはない。

## 遠軽地域を所管する官公庁
- 釧路地方裁判所遠軽簡易裁判所
- 釧路家庭裁判所遠軽出張所
- 北見公共職業安定所遠軽出張所
- 北海道開発局網走開発建設部遠軽開発事務所
- 自衛隊旭川地方協力本部遠軽地域事務所
- 北海道警察遠軽警察署
- 北海道紋別地域保健室遠軽地域保健支所
- 北海道遠軽社会福祉事務出張所
- 北海道網走農業改良普及センター遠軽支所・遠軽支所湧別分室
- 北海道西部森林室遠軽事務所
- 北海道網走建設管理部遠軽出張所